# Celestina Boninsegna
Celestina Boninsegna (26 février 1877 – 14 février 1947) est une soprano italienne connue pour ses interprétations des héroïnes des opéras de Verdi. Bien que particulièrement éminente dans les œuvres de Verdi, elle a chanté un large répertoire au cours de ses 25 ans de carrière, y compris Rosaura dans la première mondiale de Le maschere de Mascagni. Boninsegna a fait de nombreux enregistrements entre 1904 et 1918, et sa voix était l'une des plus réussies sur disque au cours de cette période.

## Carrière
Boninsegna est née à Reggio d'Émilie, où elle commence à étudier le chant, dans sa jeunesse, avec Guglielmo Mattioli. Elle fait ses débuts à l'opéra à l'âge de quinze ans, chantant Norina dans Don Pasquale. Boninsegna entre au Conservatoire d'Etat de musique Gioachino Rossini (en) à Pesaro peu de temps après, où elle étudie sous la direction de Virginia Boccabadati.
En 1897, elle fait ses débuts à l'opéra de Bari dans le rôle de Marguerite de Faust de Gounod. Elle chante Ernani au Teatro Dal Verme à Milan en 1900. Par la suite, elle chante le rôle de Rosaura dans la première à Rome de Le maschere de Mascagni suivi par de nombreux engagements, dans la troupe du Teatro dell'Opera di Roma en 1901, dans toute l'Italie, et ailleurs en Europe continentale, en Grande Bretagne et aux États-Unis, y compris à la Royal Opera House, Covent Garden, à Londres (en 1904), La Scala, à Milan (1904-1905), au Théâtre royal de Madrid (1905-1906), et au Metropolitan Opera, à New York (1906-1907).
Elle débute au Met dans Aida le 21 décembre 1906 avec Caruso, Pol Plançon et Riccardo Stracciari et Louise Kirkby Lunn comme partenaires.
Elle apparaît  également à Boston (1909-1910), au Liceu, à Barcelone (1911-1912), au Théâtre Mariinsky, à Saint-Pétersbourg (1914) et dans de nombreux théâtres moins importants dans son pays natal et à l'étranger.
Elle chante en 1921 dans le concert solennel donné au Teatro Argentina en commémoration du célèbre et regretté ténor Caruso.
Elle se retire de la scène en 1921 et passe les deux décennies suivantes à enseigner le chant. Parmi ses élèves on trouve la soprano dramatique australienne Margherita Grandi.
Boninsegna possède une voix riche et résonnante avec une grande étendue qui a été particulièrement bien adaptée à la musique de Verdi. En Italie dans la période 1900-1920, elle est considérée comme l'une des meilleures interprètes des héroïnes de Verdi y compris le rôle-titre dans Aida, Amelia dans un ballo in maschera, et des deux Leonora dans Il trovatore et La forza del destino. Les critiques admirent particulièrement sa prestation vocale relativement lisse et la dignité et le raffinement qu'elle a donnés aux lignes vocales de la musique « à portée de main », même si, comme le détaille le commentateur Michael Scott (en) dans The Record of Singing, sa technique n'était pas impeccable, avec son registre grave non entièrement intégré avec la partie supérieure de sa voix. (Voir aussi Le New York Times du 22 décembre 1906 pour une critique de sa première d'Aïda au Met et un résumé de ses forces et faiblesses vocales.)
Dans une ère avec des cantatrices dynamiques et passionnées, telles que Gemma Bellincioni, Eugenia Burzio et Rosina Storchio en Italie et Emmy Destinn à New York, les compétences d'actrice de Boninsegna ont semblé ternes en comparaison, et sa carrière, dans une certaine mesure, en a souffert. En outre, à l'exception du rôle de Santuzza dans Cavalleria rusticana et le rôle-titre de Tosca de Puccini, Boninsegna n'était pas familière ou  tout simplement pas versée dans le répertoire du verismo qui a été très populaire à cette époque, un problème qui a nui à sa carrière. Néanmoins, elle a atteint un succès considérable avec les 78 tours, étant l'une des premières sopranos lyriques-dramatiques dont la voix a été enregistrée.
Elle meurt à Milan en 1947.

## Répertoire
| - Aida, Aida (Verdi) - Amelia, Un ballo in maschera (Verdi) - Brünnhilde, Siegfried (Wagner) - Donna Anna, Don Giovanni (Mozart) - Elena, I vespri siciliani (Verdi) - Elena, Mefistofele (Boito) - Elsa, Lohengrin (Wagner) - Elvira, Ernani (Verdi) - Gilda, Rigoletto (Verdi) - Gioconda, La Gioconda (Ponchielli) - Jone, Jone (en) (Petrella) - Leonora, Il trovatore (Verdi) - Leonora, La forza del destino (Verdi) - Margherita, Mefistofele (Boito) - Marguerite, Faust (Gounod) | - Marguerite, La Damnation de Faust (Berlioz) - Maria, Guglielmo Ratcliff (Mascagni) - Maria, Maria di Rohan (Donizetti) - Nedda, Pagliacci (Leoncavallo) - Norina, Don Pasquale (Donizetti) - Norma, Norma (Bellini) - La Reine de Saba, La Reine de Saba (Goldmark) - Rachel, La Juive (Halévy) - Regina, Ruy Blas (Marchetti) - Rosaura, Le maschere (Mascagni) - Santuzza, Cavalleria rusticana (Mascagni) - Tosca, Tosca (Puccini) - Valentine, Les Huguenots (Meyerbeer) - (Rôle inconnu) dans Janko (Bandini) |

## Enregistrements
Boninsegna a été une artiste prolifique d'enregistrements. Elle a enregistré 106 faces, presque autant que la production de ses contemporaines Olive Fremstad, Emma Eames, Lillian Nordica, et Marcella Sembrich réunies. Elle a commencé à enregistrer en 1904 pour Gramophone & Typewriter à Milan avec "In quelle trine morbide" de Manon Lescaut et a continué à faire plus de trente enregistrements de ce label, en 1918. Elle a également enregistré pour Pathé, Edison, La Voix de Son Maître et Columbia. Les enregistrements Columbia, réalisés entre 1909 et 1910, ont été parmi ses plus célèbres et plus tard ont été réédités sur LP. Plusieurs airs à partir de ses enregistrements, y compris ceux effectués pour Columbia sont disponibles sur CD:
- Celestina Boninsegna — Arias Label: Pearl 9219
- Lebendige Vergangenheit (Voix légendaires)  — Celestina Boninsegna Label: Preiser 89584
- Celestina Boninsegna, The Symposium Opera Collection Vol. 13. Label: Symposium 1323

Sa voix peut être écoutée sur l'album d'anthologie The Record of Singing Volume I (1899-1919)